# Crise da habitação em Portugal

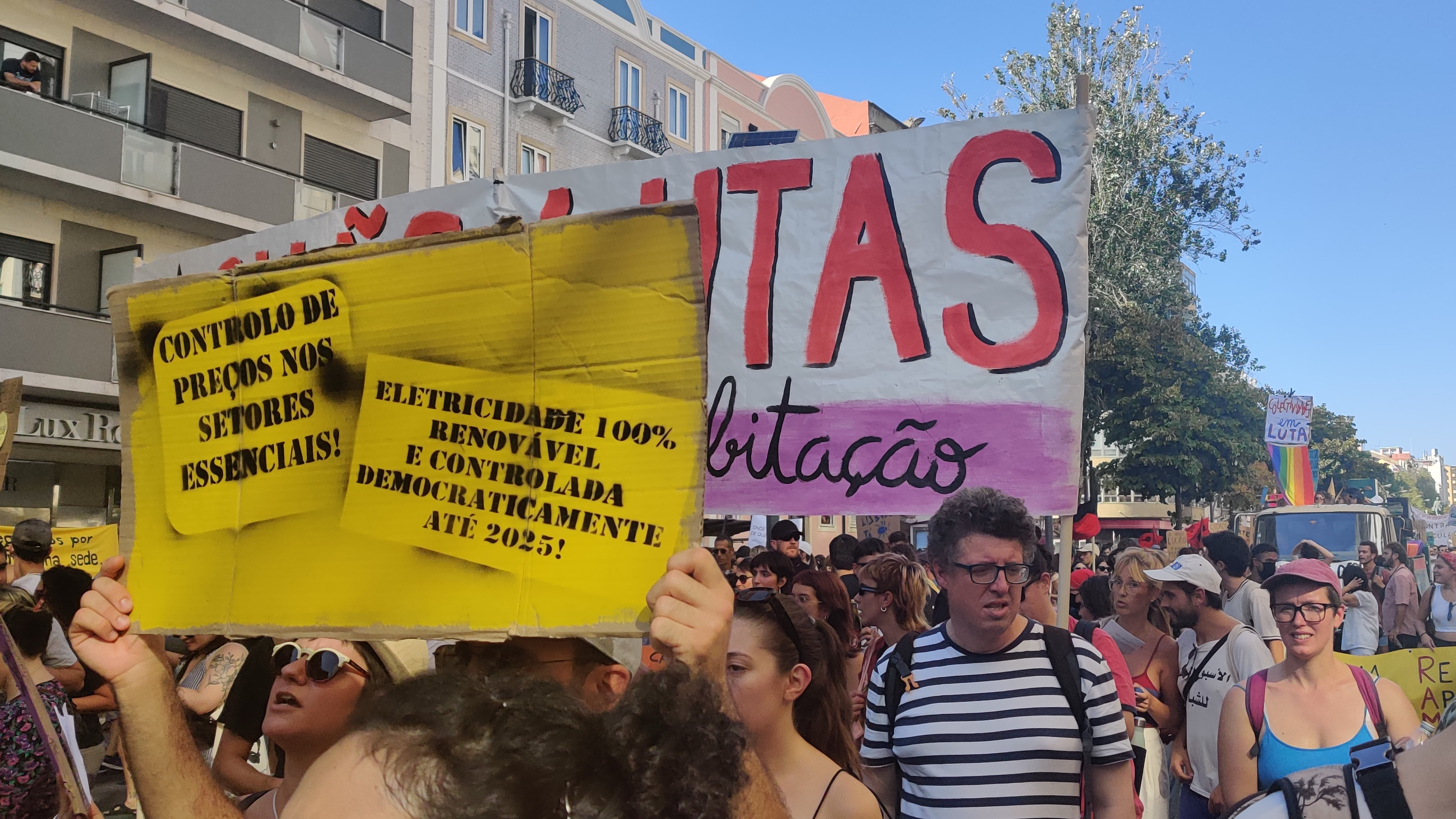
Protesto pela habitação em Lisboa, 30 de setembro de 2023.

A crise habitacional em Portugal vem se acirrando cada vez mais desde 2011, quando o país, ameaçado pela falência, recorreu à assistência financeira internacional. Para equilibrar as contas e atender às exigências dos credores, Portugal adotou uma série de medidas, como os "vistos gold", autorização de residência a investidores ricos, vantagens fiscais para aposentados estrangeiros e nômades digitais. Os investidores desempenharam um papel importante no reaquecimento do mercado imobiliário e na transformação de grandes cidades portuguesas, que viram um aumento nas locações de curto prazo devido ao turismo. De acordo com um estudo da Fundação Francisco Manuel dos Santos, os custos de habitação aumentaram em 78% entre 2012 e 2021 em Portugal, enquanto na União Europeia esse aumento foi de 35%. Além disso, no segundo trimestre de 2023 as rendas das casas em Portugal voltou a subir em 11%, para 7,27 euros por metro quadrado (m2), sendo as mais elevadas na Área Metropolitana de Lisboa (11,03 euros por m2), Algarve (8,35 euros), Madeira (8,04 euros) e na Área Metropolitana do Porto (7,87 euros), conforme os dados do Instituto Nacional de Estatística (INE).
Em junho de 2023, um apartamento tipologia 1 (1 quarto) custava em média 2.500 euros por mês, 200 euros mais caro que em Amesterdão, tida como a cidade mais cara da Europa, segundo o índice internacional Housing Anywhere, que analisou 64 mil imóveis em 23 cidades europeias.
O aumento do preço das casas e do arrendamento em relação ao crescimento dos salários é um problema que afeta muitas cidades ao redor do mundo, e Portugal, em particular Lisboa e Porto, não são exceção. A crise habitacional em Portugal vem levando moradores ao despejo e ao desequilíbrio do mercado imobiliário. O aumento das taxas de juros tornou a situação ainda mais dramática em um país onde 87% dos titulares de empréstimos hipotecários enfrentam taxas variáveis.
O aumento dos preços das casas em Portugal a partir de 2017 teve um impacto negativo na acessibilidade ao mercado imobiliário, tanto para a compra quanto para o arrendamento, principalmente nas áreas metropolitanas de Lisboa e Porto. Isso resultou em famílias tendo que alocar uma parcela maior de sua renda para adquirir ou alugar uma casa. O rendimento necessário para comprar uma habitação mediana aumentou significativamente nos últimos anos, e a instabilidade no emprego e condições de crédito mais restritivas também têm contribuído para tornar o acesso à habitação ainda mais difícil. Essa combinação de fatores tem levado a um cenário em que muitas pessoas enfrentam desafios significativos para encontrar uma habitação adequada e acessível, afetando negativamente a qualidade de vida e a estabilidade financeira das famílias em Portugal, especialmente nas regiões metropolitanas de Lisboa e Porto.

### Recomendações do Fundo Monetário Internacional
Face aos riscos macrofinanceiros da exposição ao setor imobiliário, o Fundo Monetário Internacional (FMI) sugeriu em maio de 2023 que Portugal constituísse uma reserva de capital destinada a reforçar a resiliência da banca portuguesa.

## Manifestações populares

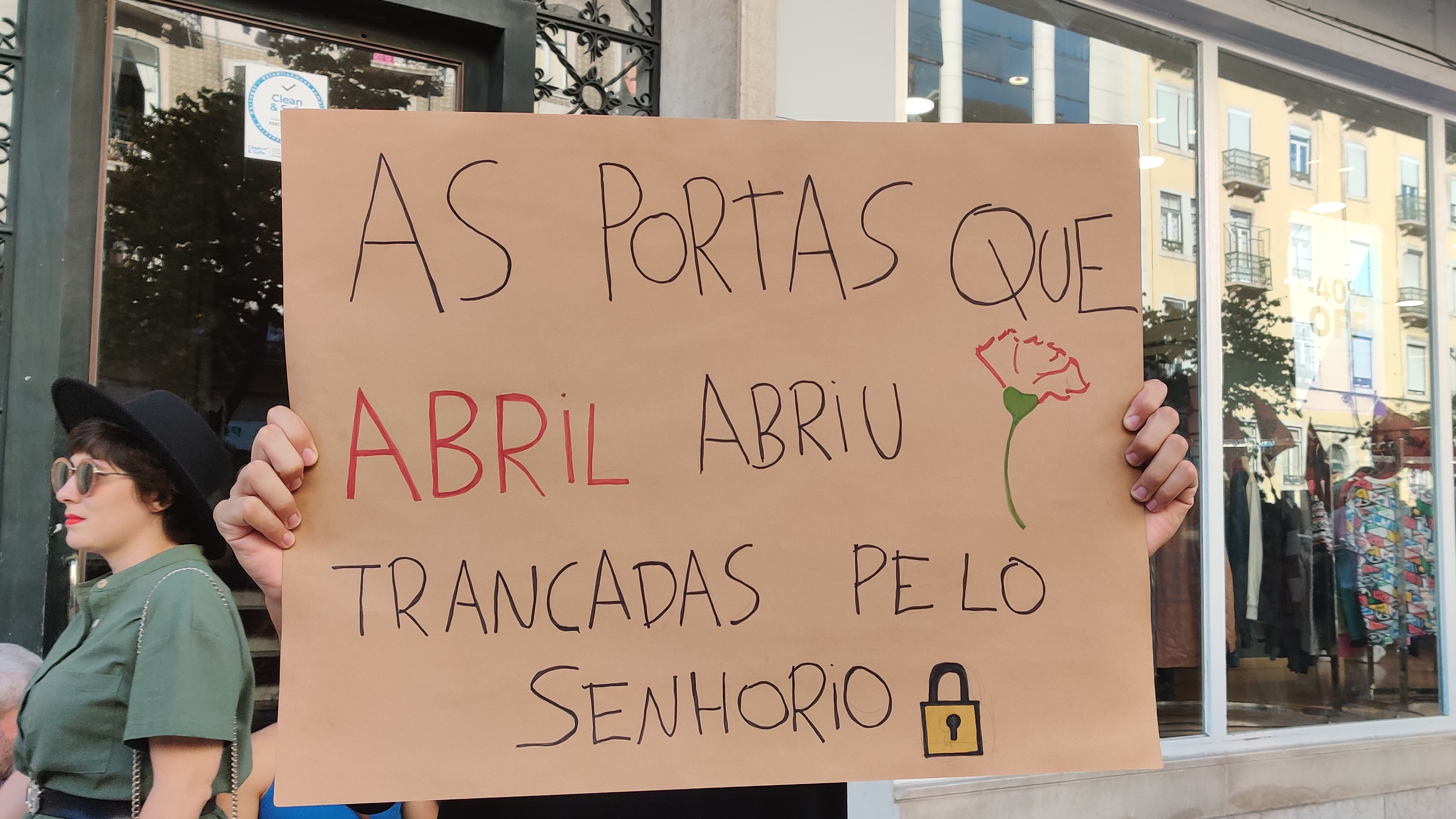
Cartaz de protesto da manifestação de 30 de setembro de 2023

Em 30 de setembro de 2023 saiu-se pela segunda vez às ruas em mais de 20 cidades como Lisboa, Porto, Aveiro, Braga, Coimbra, Covilhã, Guimarães, Lagos, Leiria, Portimão, Viseu, Samora Correia e Alcácer do Sal. Em Lisboa os protestos começaram na Alameda D. Afonso Henriques e foram até ao Rossio, onde foi montado um palco para se ouvirem palavras contra a crise da habitação. O protesto ocorrido na capital do país, enquadrado na plataforma “Casa para viver, Planeta para habitar”, agregou mais de uma centena de associações e coletivos, e aconteceu na sequência da manifestação realizada a 1 de abril. Naquele momento, ainda estava em discussão o pacote Mais Habitação, aprovado no Parlamento em 22 de setembro de 2023.

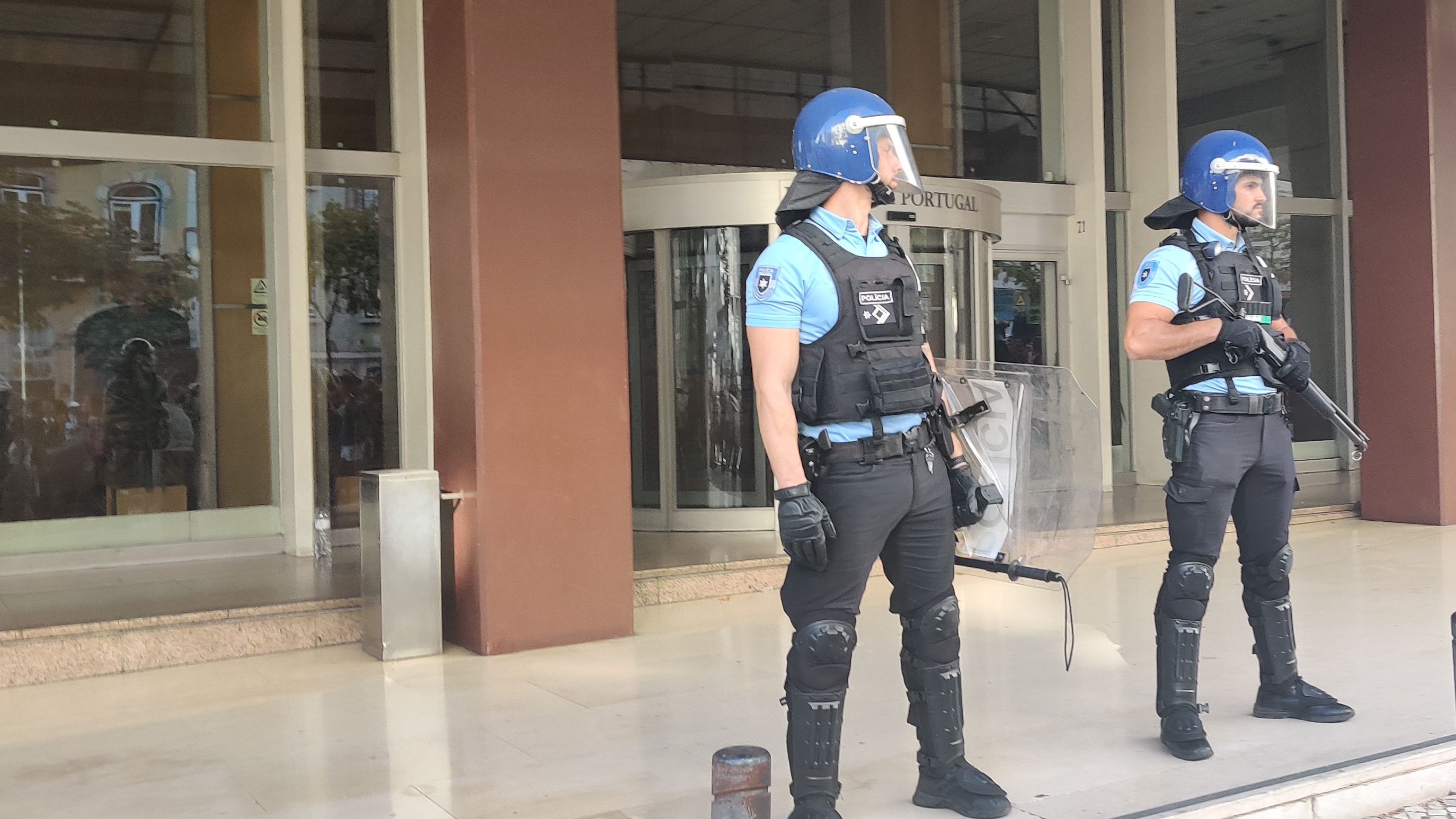
Polícia armada em frente ao Banco de Portugal em Lisboa, durante uma manifestação pacífica.

No Porto, pelo menos oito mil pessoas ocuparam toda a extensão da rua de Santa Catarina, desde a Praça da Batalha até à Rua de Fernandes Tomás, manifestando-se pelo direito à habitação enquanto os turistas observavam a marcha.
Em Braga, para chamar à atenção da crise na habitação em Portugal o movimento Porta a Porta - Casa Para Todos decidiu acampar junto ao Banco de Portugal. O porta-voz da organização explicou que o objetivo da ação era evidenciar ao governo que o problema da habitação vai para além de Lisboa.

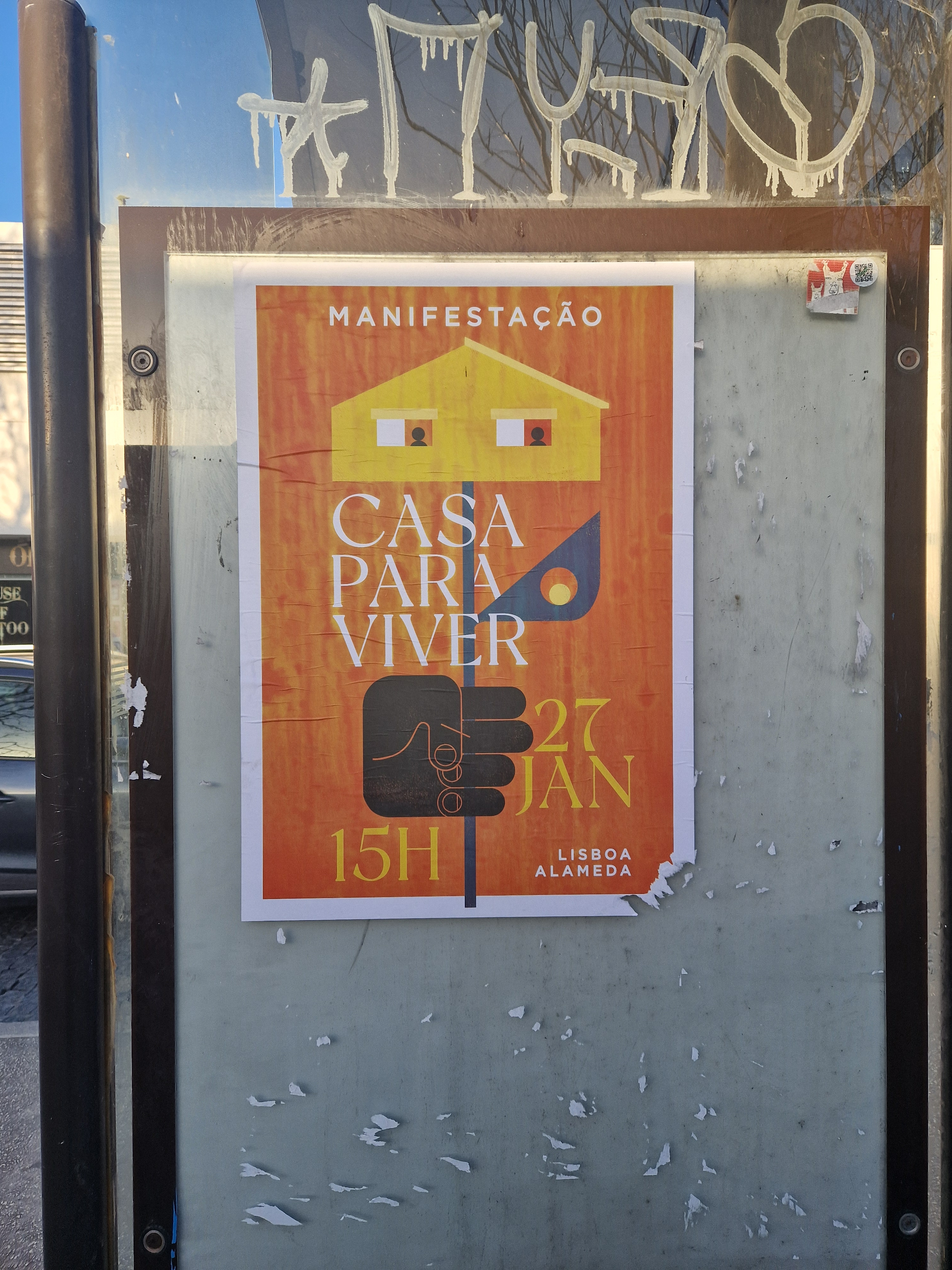
Convocatória para manifestação "Casa para Viver", que ocorreu a 27 de janeiro de 2024, em Lisboa.

As manifestações pelo direito à habitação do dia 01 de abril 2023 decorreram nas cidades de Aveiro, Braga, Coimbra, Lisboa, Porto e Viseu. Direito à habitação, à cidade e o fim da exploração e do aumento do custo de vida foram as três principais reivindicações para garantir “casa digna para todas as pessoas”. Integrada numa ação europeia pelo direito à habitação (Housing Action Days 2023/ Dias de Ação pela Habitação 2023), coordenada pela European Action Coalition for the Right to Housing and the City, a manifestação “Casa Para Viver” reuniu cerca de cem associações, algumas dedicadas especificamente à habitação, como a Associação de Inquilinos Lisbonenses, a Habita! ou a Stop Despejos, e outras cívicas, ecologistas e ambientais, feministas e de pessoas LGBTQIA+ (minorias sexuais e de género), antirracistas e de migrantes, anticapitalistas e por direitos laborais (incluindo o Sindicato dos Professores da Grande Lisboa, o Sindicato dos Trabalhadores da Saúde, Solidariedade e Segurança Social e os Precários Inflexíveis), além de  muitos outros coletivos comunitários e de moradores.

## Impacto na comunidade estudantil

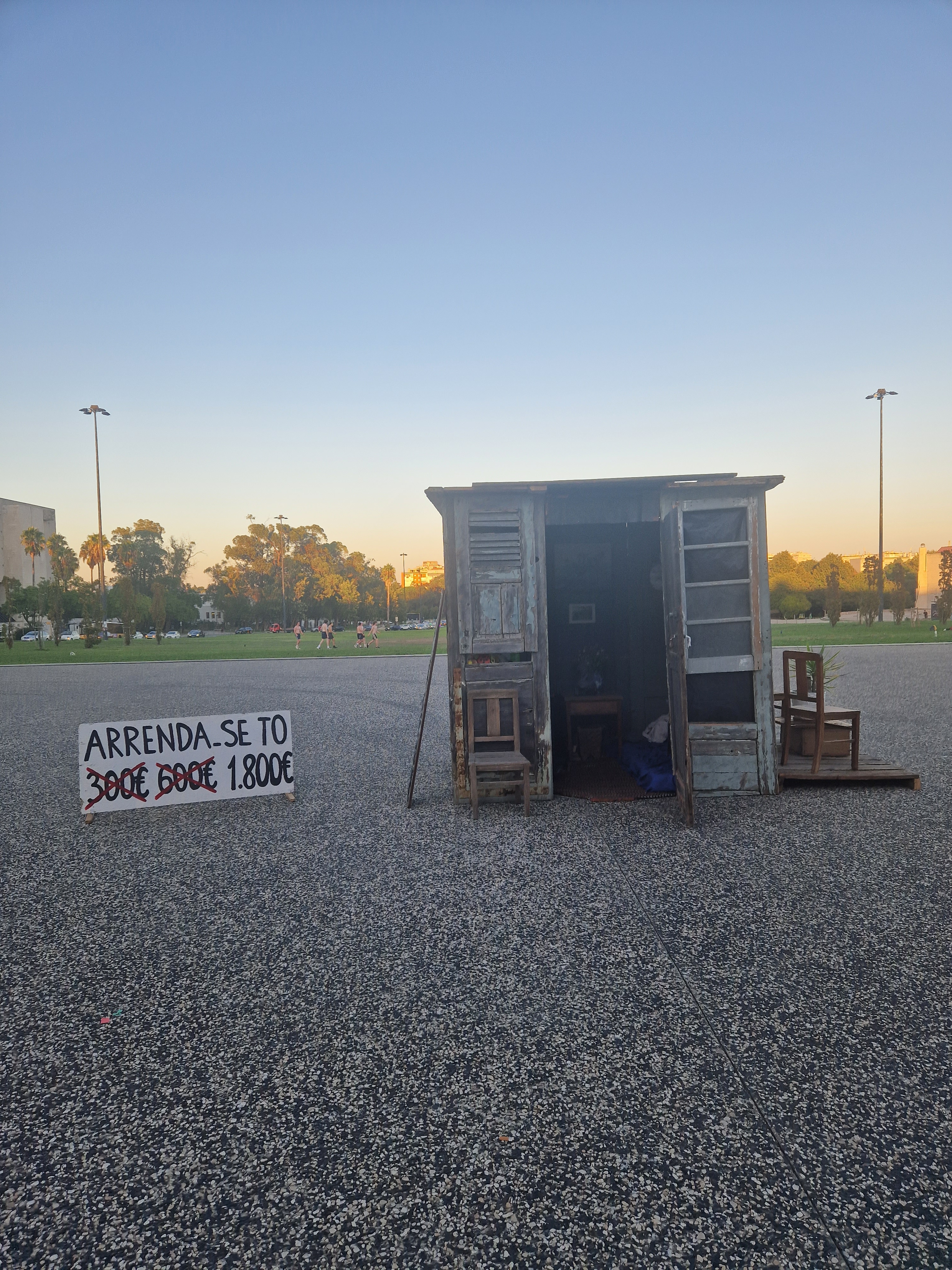
Obra "Arrenda-se T0"

As dificuldades para estudantes universitários em encontrar habitação em Lisboa vem sendo denunciadas por diversas organizações através de protestos. Na Cidade Universitária da capital do país “alugou-se” uma barraca por 1.800 euros. O artista Ticiano Rottenstein ergueu, em frente da Reitoria da Universidade de Lisboa, um cubículo feito de pedaços de madeira, com porta e móveis dentro, e um cartaz à porta a dizer “Arrenda-se T0” e depois os sucessivos valores, riscados, de 300 e 600 euros, seguidos do valor atual, de 1.800 euros. A ação visou chamar a atenção para a crise da habitação e os seus efeitos na comunidade estudantil e também promover as manifestações ocorridas em 2 de outubro de 2023 em diversas cidades do país em protesto contra a crise na habitação em Portugal.

## Despejos em meio à crise habitacional

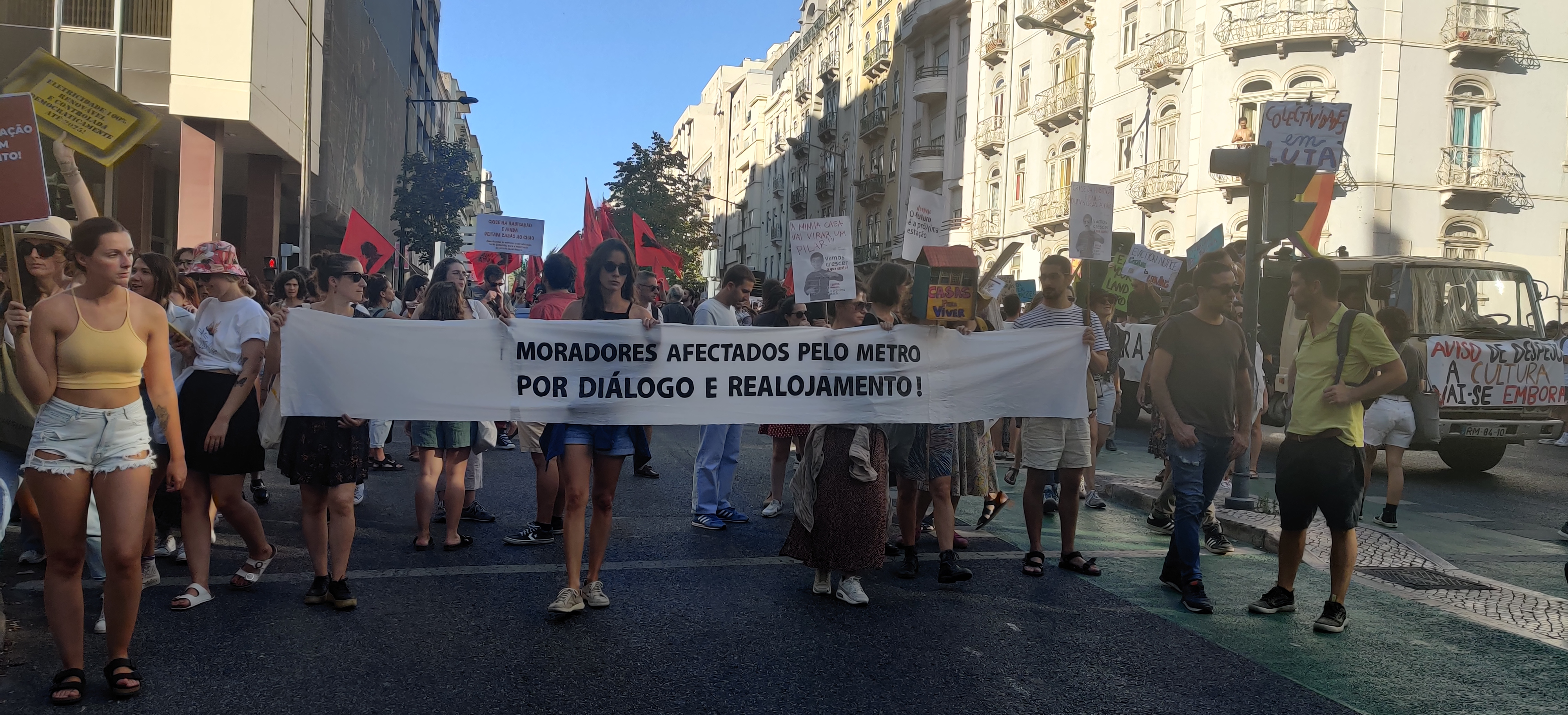
Protestantes em Lisboa na manifestação de 30 de setembro de 2023.

Com ordens de saída até final de novembro de 2023, 32 famílias vão ter de abandonar as próprias casas, em Lisboa, na sequência do projeto de extensão da linha vermelha do metro, de São Sebastião até Alcântara. Entre os 20 edifícios afetados pelas obras, onze são imóveis de habitação social da Câmara de Lisboa. As indemnizações oferecidas pelo Metropolitano de Lisboa para mitigar os impactos negativos das expropriações na zona da Estrela, causaram indignação junto dos proprietários.
Em meio à crise habitacional, as expropriações para a construção da linha vermelha do metro de Lisboa em Alcântara incluem o despejo de 12 famílias residentes em imóvel pertencente à Câmara municipal na Calçada do Livramento, onde se encontra o patrimônio histórico-arquitetônico do Baluarte do Livramento, construção militar edificada no século XVII. As famílias conheceram a notícia através da comunicação social e do estudo de impacto ambiental no começo de 2022, e somente obtiveram informação oficial de que suas casas seriam demolidas com a extensão do metro a Alcântara em setembro de 2023, cerca de dois meses antes da data prevista para a demolição de suas casas. A alegada falta de diálogo e apoio por parte da Câmara de Lisboa aos seus inquilinos na Calçada do Livramento foi denunciada por Paula Marques, vereadora dos Cidadãos Por Lisboa (CPL), que apresentou um requerimento à autarquia solicitando uma clarificação sobre o assunto.